# Ehrenbach
Ehrenbach ist ein Stadtteil von Idstein im hessischen Rheingau-Taunus-Kreis.

## Geographische Lage
Ehrenbach liegt südwestlich von Idstein in einer als Langer Grund bezeichneten Talmulde des Ehrenbachs, die durch die Zuflüsse des Malbach und des Geisenbach begrenzt wird. Der Limes bildet die Südgrenze der Gemarkung, die im Südwesten bis vor das Kastell Zugmantel an der Bundesstraße 417 reicht. Höchste Erhebung ist der 472 Meter hohe bewaldete Scheid im Nordwesten der Gemarkung.
Durch Ehrenbach führt die Kreisstraße K 707 als Zugmantelstraße von der B 417 im Südwesten zur Anschlussstelle Idstein der Bundesautobahn 3 im Nordosten.

## Geschichte

### Ortsgeschichte
Die erste urkundliche Erwähnung ist im Jahr 1371 unter dem Namen Ernbach belegt. 1463 bestand Ehrenbach aus den Dörfern Niederehrenbach und Oberehrenbach, damals als die zwey Ermbach bezeichnet. Aus einem Weistum des Auroffer Grundes von 1475 geht hervor, dass die Grafschaft Nassau-Idstein oberster Herr in beiden Ehrenbach sei. Im Dreißigjährigen Krieg wurden beide Ehrenbach nahezu vollständig zerstört und danach an der heutigen Stelle wieder aufgebaut.
Das Ehrenbacher Wahrzeichen wurde 1780 ursprünglich als Hirtenhaus auf einer felsigen Anhöhe gebaut. Das als Türmchen bekannte Haus wurde 1982 renoviert und in eine evangelische Kapelle umfunktioniert. 1890 erfolgte der Bau der ortseigenen Schule, da die Kinder bis dahin im Nachbarort Oberauroff zur Schule gehen mussten. Neben dem in der Ortsmitte gelegenen Backhaus mit Brunnen befand sich bis zum Ersten Weltkrieg auch eine der weit verbreiteten Dorflinden.
Vom Ende des 18. bis zur Mitte des 20. Jahrhunderts war die Stadt Idstein Standort einer bedeutenden Lederindustrie. Aufgrund eines verheerenden Hochwassers 1956 kam diese nach und nach jedoch zum Erliegen. Eine der Idsteiner Lederfabriken war auch in Ehrenbach ansässig und ist die letzte, in der noch bis heute Leder verarbeitet wird.
Im Juni 2002 fand der 42. Hessentag in Idstein statt, in dessen Zuge zahlreiche Fachwerkgebäude in Ehrenbach saniert wurden und seitdem insbesondere in der Zugmantelstraße ein malerisches Ensemble bilden.
Hessische Gebietsreform (1970–1977)
Im Zuge der Gebietsreform in Hessen schloss sich die bis dahin selbständige Gemeinde Ehrenbach am 1. Juli 1971 zeitgleich mit zwei weiteren Gemeinden der Stadt Idstein an. Für den Stadtteil Ehrenbach wurde, wie die übrigen Stadtteile von Idstein, ein Ortsbezirk mit Ortsbeirat und Ortsvorsteher nach der Hessischen Gemeindeordnung eingerichtet.

### Verwaltungsgeschichte im Überblick
Die folgende Liste zeigt die Staaten und Verwaltungseinheiten, denen Ehrenbach angehört(e):
- vor 1721: Heiliges Römisches Reich, Grafschaft Nassau-Idstein, Amt Idstein
- ab 1721: Heiliges Römisches Reich, Grafschaft Nassau-Ottweiler, Amt Idstein
- ab 1728: Heiliges Römisches Reich, Fürstentum Nassau-Usingen, Amt Idstein
- 1787: Heiliges Römisches Reich, Fürstentum Nassau-Usingen, Oberamt oder Herrschaft Idstein
- ab 1806: Herzogtum Nassau,[Anm. 2] Amt Idstein
- 1812: Herzogtum Nassau, Regierungsbezirk Wiesbaden, Amt Idstein
- ab 1816: Herzogtum Nassau, Regierungsbezirk Wiesbaden, Amt Wehen
- ab 1849: Herzogtum Nassau, Regierungsbezirk Wiesbaden, Kreisamt Langen-Schwalbach[Anm. 3]
- ab 1854: Herzogtum Nassau, Regierungsbezirk Wiesbaden, Justiz- und Verwaltungsamt Wehen
- ab 1867/68: Königreich Preußen,[Anm. 4] Provinz Hessen-Nassau, Regierungsbezirk Wiesbaden, Untertaunuskreis[Anm. 5]
- ab 1871: Deutsches Reich, Königreich Preußen, Provinz Hessen-Nassau, Regierungsbezirk Wiesbaden, Untertaunuskreis
- ab 1918: Deutsches Reich (Weimarer Republik), Freistaat Preußen, Provinz Hessen-Nassau, Regierungsbezirk Wiesbaden, Untertaunuskreis
- ab 1944: Deutsches Reich, Freistaat Preußen, Provinz Nassau, Untertaunuskreis
- ab 1945: Amerikanische Besatzungszone,[Anm. 6] Groß-Hessen, Regierungsbezirk Wiesbaden, Untertaunuskreis
- ab 1946: Amerikanische Besatzungszone, Land Hessen, Regierungsbezirk Wiesbaden, Untertaunuskreis
- ab 1949: Bundesrepublik Deutschland, Land Hessen, Untertaunuskreis
- ab 1968: Bundesrepublik Deutschland, Land Hessen, Regierungsbezirk Darmstadt, Untertaunuskreis
- ab 1971: Bundesrepublik Deutschland, Land Hessen, Regierungsbezirk Darmstadt, Untertaunuskreis, Stadt Idstein[Anm. 7]
- ab 1977: Bundesrepublik Deutschland, Regierungsbezirk Darmstadt, Rheingau-Taunus-Kreis, Stadt Idstein

## Bevölkerung

### Einwohnerentwicklung
- 1566: 12 nassauische Haushaltungen[1]
- 1609: 10 Haushalte[1] in Niederehrenbach und 12 weitere in Oberehrenbach[3]

| Ehrenbach: Einwohnerzahlen von 1821 bis 2020 | Ehrenbach: Einwohnerzahlen von 1821 bis 2020 | Ehrenbach: Einwohnerzahlen von 1821 bis 2020 | Ehrenbach: Einwohnerzahlen von 1821 bis 2020 | Ehrenbach: Einwohnerzahlen von 1821 bis 2020 |
| --- | -------------------------------------------- | -------------------------------------------- | -------------------------------------------- | -------------------------------------------- |
| Jahr |                                              |                                              |                                              | Einwohner                                    |
| 1821 | 1821                                         |                                              | 117                                          | 117                                          |
| 1834 | 1834                                         |                                              | 142                                          | 142                                          |
| 1840 | 1840                                         |                                              | 145                                          | 145                                          |
| 1846 | 1846                                         |                                              | 133                                          | 133                                          |
| 1852 | 1852                                         |                                              | 136                                          | 136                                          |
| 1858 | 1858                                         |                                              | 143                                          | 143                                          |
| 1864 | 1864                                         |                                              | 142                                          | 142                                          |
| 1871 | 1871                                         |                                              | 136                                          | 136                                          |
| 1875 | 1875                                         |                                              | 130                                          | 130                                          |
| 1885 | 1885                                         |                                              | 129                                          | 129                                          |
| 1895 | 1895                                         |                                              | 129                                          | 129                                          |
| 1905 | 1905                                         |                                              | 122                                          | 122                                          |
| 1910 | 1910                                         |                                              | 133                                          | 133                                          |
| 1925 | 1925                                         |                                              | 125                                          | 125                                          |
| 1939 | 1939                                         |                                              | 125                                          | 125                                          |
| 1946 | 1946                                         |                                              | 209                                          | 209                                          |
| 1950 | 1950                                         |                                              | 180                                          | 180                                          |
| 1956 | 1956                                         |                                              | 160                                          | 160                                          |
| 1961 | 1961                                         |                                              | 166                                          | 166                                          |
| 1967 | 1967                                         |                                              | 186                                          | 186                                          |
| 1970 | 1970                                         |                                              | 225                                          | 225                                          |
| 1980 | 1980                                         |                                              | ?                                            | ?                                            |
| 1990 | 1990                                         |                                              | ?                                            | ?                                            |
| 2000 | 2000                                         |                                              | ?                                            | ?                                            |
| 2011 | 2011                                         |                                              | 291                                          | 291                                          |
| 2014 | 2014                                         |                                              | 306                                          | 306                                          |
| 2020 | 2020                                         |                                              | 316                                          | 316                                          |
| Datenquelle: Historisches Gemeindeverzeichnis für Hessen: Die Bevölkerung der Gemeinden 1834 bis 1967. Wiesbaden: Hessisches Statistisches Landesamt, 1968. Weitere Quellen: ; Stadt Idstein:; Zensus 2011 |                                              |                                              |                                              |                                              |

### Einwohnerstruktur 2011
Nach den Erhebungen des Zensus 2011 lebten am Stichtag dem 9. Mai 2011 in Ehrenbach 291 Einwohner. Darunter waren 24 (8,2 %) Ausländer.
Nach dem Lebensalter waren 45 Einwohner unter 18 Jahren, 135 zwischen 18 und 49, 57 zwischen 50 und 54 und 54 Einwohner waren älter.
Die Einwohner lebten in 132 Haushalten. Davon waren 54 Singlehaushalte, 33 Paare ohne Kinder und 33 Paare mit Kindern, sowie 6 Alleinerziehende und 3 Wohngemeinschaften. In 24 Haushalten lebten ausschließlich Senioren und in 93 Haushaltungen lebten keine Senioren.

### Historische Religionszugehörigkeit
| • 1895: | 128 evangelische (= 99,22 %), ein katholischer (= 0,78 %) Einwohner |
| • 1961: | 144 evangelische (= 86,75 %), 21 katholische (= 12,65 %) Einwohner  |

## Sehenswürdigkeiten
Für die Kulturdenkmäler des Ortes siehe die Liste der Kulturdenkmäler in Ehrenbach.
- Oberhalb des Dorfes befindet sich das zum UNESCO-Weltkulturerbe gehörige Kastell Zugmantel mit restauriertem Limes-Turm.
- Die Gesamtanlage der Zugmantelstraße
- Sehenswert ist das 1982 in eine evangelische Kapelle umfunktionierte ehemalige Hirtenhaus sowie die ehemalige Schule.

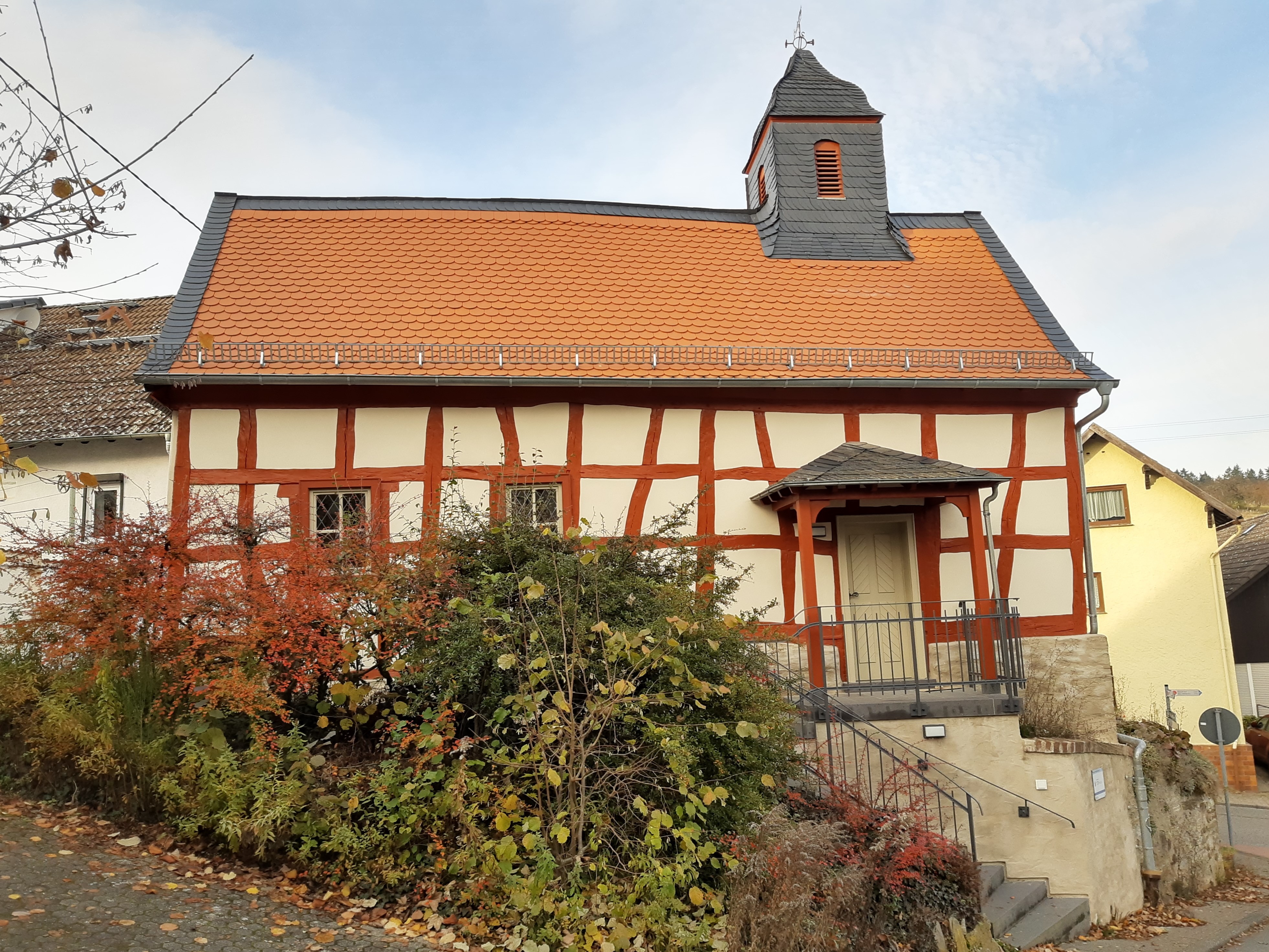
Evangelische Kapelle
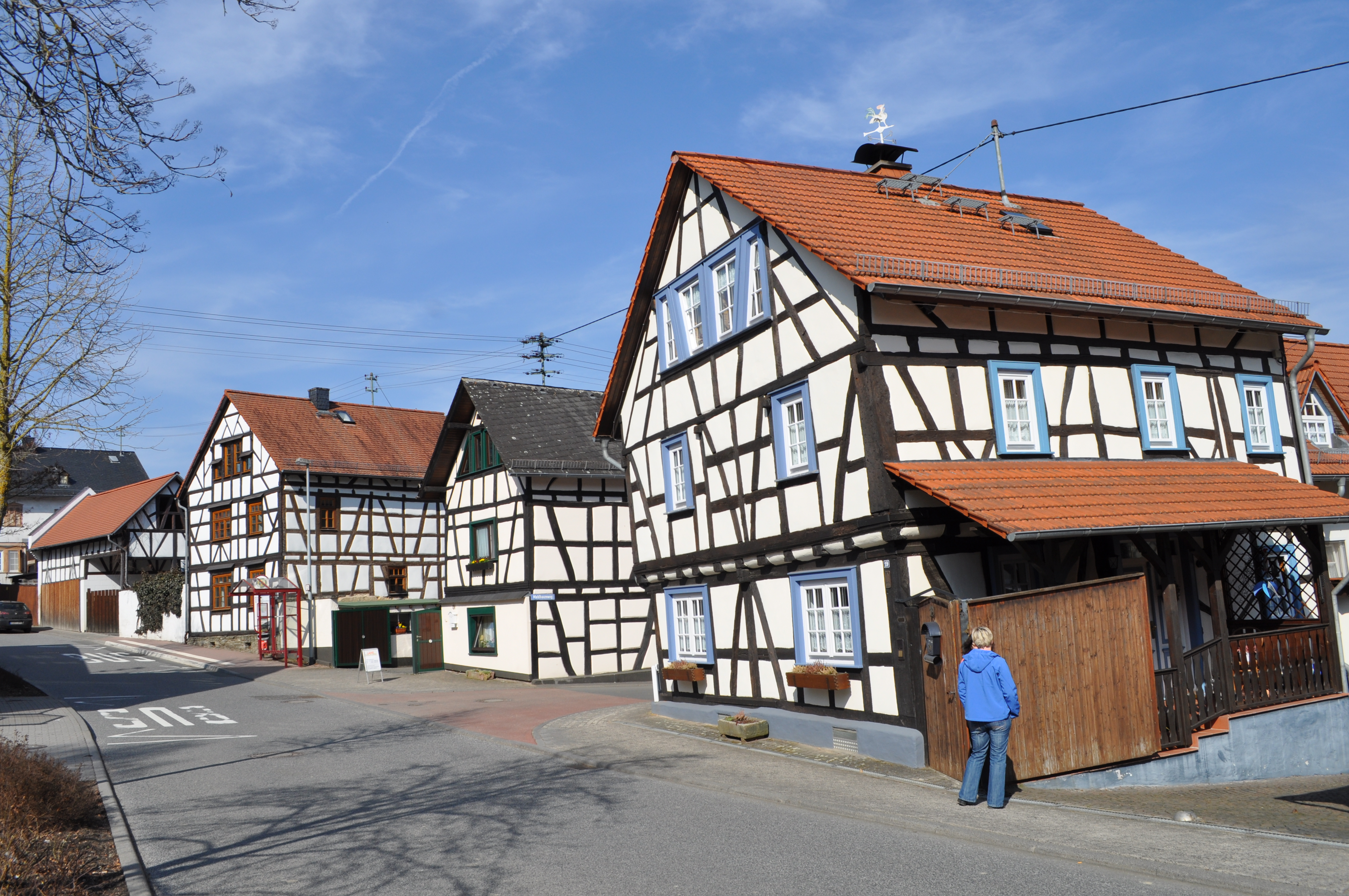
Zugmantelstraße in Ehrenbach

## Infrastruktur
- Den öffentlichen Personennahverkehr stellen die Buslinien 224 und 241 der Rheingau-Taunus-Verkehrsgesellschaft sicher.
- Im Ort gibt es ein Dorfgemeinschaftshaus.